# Le Neufbourg
Le Neufbourg är en kommun i departementet Manche i regionen Normandie i norra Frankrike. Kommunen ligger i kantonen Mortain som tillhör arrondissementet Avranches. År 2022 hade Le Neufbourg 399 invånare.

## Befolkningsutveckling
Antalet invånare i kommunen Le Neufbourg
| Referens: INSEE |